# Heracleum jacquemontii
Heracleum jacquemontii är en flockblommig växtart som beskrevs av Charles Baron Clarke. Heracleum jacquemontii ingår i släktet lokor, och familjen flockblommiga växter. Inga underarter finns listade i Catalogue of Life.